# أولاد العاتي (أولاد ابراهيم الوسطى)
أولاد العاتي هو دُوَّار يقع بجماعة بولنوار، إقليم خريبكة، جهة بني ملال خنيفرة في المملكة المغربية. ينتمي الدوّار لمشيخة أولاد إبراهيم الوسطى التي تضم 4 دواوير. يقدر عدد سكانه بـ 1113 نسمة حسب الإحصاء الرسمي للسكان والسكنى لسنة 2004.

## روابط خارجية
- البوابة الوطنية للجماعات الترابية
- المندوبية السامية للتخطيط